# Irene Ravache
Irene Yolanda Ravache Paes de Melo (Río de Janeiro, 6 de agosto de 1944), más conocida como Irene Ravache, es una actriz y directora brasileña.
Considerada una de las mejores y más versátiles actrices del país, a lo largo de su carrera ha ganado varios premios, entre ellos siete Premios APCA, dos Trofeos de Prensa, tres Premios Molière, un Premio Guaraní, un Premio Shell y un Trofeo Candango del Festival de Brasilia. También tuvo una nominación al Premio Grande Otelo, una nominación al Premio Calidad Brasil y una nominación al Emmy Internacional a la mejor actriz.

## Biografía
Hija de Lygia Ravache y Carlos Ravache y nacida en el barrio carioca de Laranjeiras, Irene Ravache tiene ascendencia alemana, italiana, suiza y también indígena. Desde pequeña soñaba con ser actriz. En 1962, comenzó a tomar un curso de actuación en la Fundación Brasileña de Teatro, la FBT. En 1963 se casa con su prometido y se gradúa de la carrera profesional. En 1964, inició un nuevo curso de actuación con Gianni Ratto, en el Teatro dos Quatro, graduándose en 1965. Ese mismo año, a la edad de 21 años, tuvo a su primer hijo: Hiram Ravache. A finales de la década de 1960, ya no conciliaba matrimonio y carrera, y tenía muchas desavenencias con su marido, por lo que optaron por el divorcio. En la década de 1970, mejorando cada vez más su carrera, se convierte en estudiante de técnica vocal con Glorinha Beuttenmüller, en el llamado Método Espaço Direccional. Hizo todos sus cursos en Río de Janeiro, hasta que viajó a São Paulo y comenzó a asistir a clases de Butoh con la actriz Maura Baiochi. También a principios de la década de 1970, Edison Paes de Melo Filho comenzó a salir. Se mudaron juntos en 1972. En 1973, a los 29 años, tuvo su segundo hijo: Juliano Ravache Paes de Melo.
En entrevistas dijo que había tenido muchos problemas con su hijo Hiram, que era un buen chico, pero que en su adolescencia se involucró con las drogas, causándole sufrimiento a ella y a su familia. Durante muchos años luchó para sacar a su hijo de las drogas, y un día, finalmente lo logró. Irene tiene tres nietos: el actor Cadu Libonati, nacido en 1994, hijo de Hiram; Maria Luiza Ravache, nacida en 2001, y más recientemente, Helena, ambas hijas de Juliano. Irene se casó oficialmente con Edison a los 50 años, cuando su esposo preparó una fiesta de bodas sorpresa el día del bautizo del nieto de la actriz.

## Carrera

### carrera televisiva

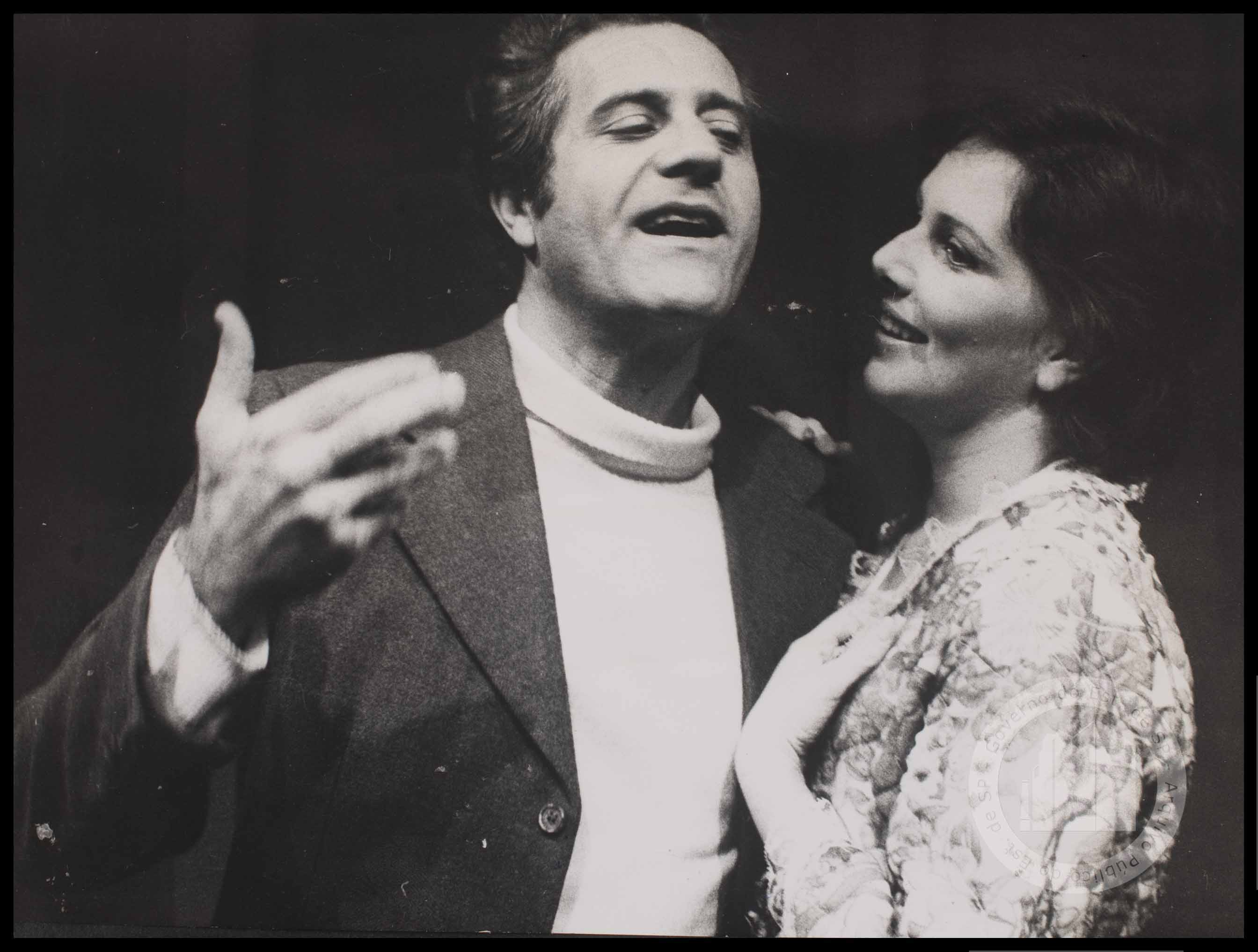
Irene Ravache y Rolando Boldrin. Ravache y Boldrin protagonizaron las telenovelas A Viagem (1975), El profeta (1977) y Cara a Cara (1979).

Inició su trayectoria en 1965 en la telenovela Paixão de Outono y, al año siguiente, fue elegido para Eu Compro Esta Mulher, obras de la Rede Globo. En 1967 pasó a TV Excelsior para interpretar a Zuleica y Gina en O Grande Segredo y Sublime Amor, respectivamente. Concluyó la década como Neide en Beto Rockfeller y como Majô Prado en Super Plá, ambas en TV Tupi.
A principios de la década de 1970, interpretó a Inês en la telenovela Simplemente María, además de interpretar a Cláudia en Na Idade do Lobo y Neide nuevamente en A Volta de Beto Rockfeller. En 1974 dio vida a Dinorá en O Machão y, al año siguiente, estuvo en A Viagem como Estela, personaje que le aseguró el Trofeo APCA como Mejor Actriz. La década terminó con los papeles de Teresa en El Profeta y Zeny en Cara a Cara, este último en TV Bandeirantes.
En la década de 1980, regresó a la Rede Globo haciendo una aparición especial en la telenovela Elas por Elas como amiga de Márcia y Sol de Verão como Rachel, esta última la consagró como Mejor Actriz en el Troféu Imprensa y Troféu APCA. En 1983, fue Antônia Regina en Champagne (nominada a Mejor Actriz en el Trofeo Imprensa) y, al año siguiente, hizo su aparición como Bárbara en Guerra dos Sexos. En 1985, fue cliente de Jacques Leclair en Ti Ti Ti, finalizando su trabajo en este período como la actriz Leonora Lammar en Sassaricando.
En la década de 1990, pasó a SBT para actuar en la telenovela Brasileiras e Brasileiros. En 1994, fue Doña Lola en Éramos Seis, papel destacado siendo elegida Mejor Actriz en el Troféu Imprensa y Troféu APCA. Al año siguiente, encarnó como la Princesa Isabel en Sangue do Meu Sangue. En 1996 dio vida a Luzia en Razão de Viver y, tres años después, volvió a la Rede Globo como Eleonor en Suave Veneno.
En la década de 2000, pasó a RecordTV para interpretar al gran villano Dete en la telenovela Marcas da Paixão. En 2003, regresó al canal global como Madalena Aguilar en la miniserie A Casa das Sete Mulheres. Dos años después, era la griega Katina en Belíssima. En 2007, dio vida a los personajes de Beatriz de Amazônia, de Galvez a Chico Mendes y Loreta en Eterna Magia, esta última nominada en la 36.ª edición de los Premios Emmy Internacionales. Al año siguiente, participó en la serie Dicas de um Sedutor como Dolores en los episodios "Amor Nío Tem Age" y "Amor e Amizade"; además de interpretar a Nadir en Make Your Story. Concluyó la década como Letícia en Tudo Novo de Novo, en el episodio "Duas Irmãs".
A principios de la década de 2010, interpretó a Clô en la telenovela Passione, papel destacado que le aseguró, por cuarta vez en su carrera, el Trofeo APCA como Mejor Actriz; además de participar en la serie A Mulher Invisível como Vera. En 2012, fue Charlô en el remake de Guerra dos Sexos y, más tarde, participó en Malhação Sonhos. Tres años más tarde, participó como Condesa Vitória Castellini en Além do Tempo. En 2017, le dio vida a Sabine en Pega Pega. En 2018 fue Margot e Hildegard en Espelho da Vida, y dos años después fue Tereza en Éramos Seis.

### carrera cinematográfica
Hizo su debut en la pantalla grande en 1972 en Geração de Fuga como Malu. Tres años más tarde, fue elegida para Lição de Amor como Doña Laura, papel reconocido con el Trofeo APCA como Mejor Actriz de Reparto. En 1978 concluyó la década en Doramundo como Dora e hizo una aparición especial como Lua en Curumim. Regresó al cine en 1989 en el largometraje Que Bom Te Ver Viva, personaje que ganó el Festival de Brasilia en la categoría de Mejor Actriz. En 1997 participó en la obra Ed Mort como Carmen.
En 2001, formó parte de la película Amores Possíveis como la madre Sônia, papel reconocido como Mejor Actriz de Reparto por el Festival de Cine Brasileño de Miami. ¡Dos años después, estaba en el elenco de Viva Sapato! como Isolda. En 2006, participó como la viuda Dóris en After That Ball ; regresando a la pantalla grande seis años después en A Memória Que Me Contam como Irene. En 2014 participó en los largometrajes Os Homens São de Marte.. y É pra lá que Eu Vou ; Hermana Dulce e Yvone Kane. Al año siguiente, interpretó a la madre de Bruno en Entre Abelhas.

## Filmografía

### Televisión
| Ano  | Título                             | Personagem                                         | Notas                                                     |
| ---- | ---------------------------------- | -------------------------------------------------- | --------------------------------------------------------- |
| 1965 | Paixão de Outono                   | Lígia                                              |                                                           |
| 1966 | Eu Compro Esta Mulher              | Helena de Bragança (Lena)                          |                                                           |
| 1967 | O Grande Segredo                   | Zuleica Batista                                    |                                                           |
| 1967 | Sublime Amor                       | Regina Cardoso (Gina)                              |                                                           |
| 1968 | Beto Rockfeller                    | Neide                                              |                                                           |
| 1969 | Super Plá                          | Maria Joana Prado (Majô Prado)                     |                                                           |
| 1970 | Simplesmente Maria                 | Inês Villar Cunha                                  |                                                           |
| 1970 | Ritinha Salário Minimo             | Anita                                              | Episódio: "Consultório Conjugal"                          |
| 1972 | Na Idade do Lobo                   | Cláudia Carneiro Mota                              |                                                           |
| 1973 | A Volta de Beto Rockfeller         | Neide                                              |                                                           |
| 1974 | O Machão                           | Dinorá de Moura Jordão                             |                                                           |
| 1975 | A Viagem                           | Estela Veloso                                      |                                                           |
| 1977 | O Profeta                          | Teresa Ribeiro                                     |                                                           |
| 1979 | Cara a Cara                        | Zeny Diniz                                         |                                                           |
| 1982 | Elas por Elas                      | Amiga de Márcia                                    | Episódio: "12 de junho"                                   |
| 1982 | Sol de Verão                       | Rachel Noronha Teixeira                            |                                                           |
| 1983 | Champagne                          | Antônia Regina Toledo                              |                                                           |
| 1984 | Guerra dos Sexos                   | Bárbara                                            | Episódios: "5–6 de janeiro"                               |
| 1985 | Ti Ti Ti                           | Cliente de Jacques Leclair                         | Episódio: "2 de novembro"                                 |
| 1987 | Sassaricando                       | Leonora Lammar                                     |                                                           |
| 1990 | Brasileiras e Brasileiros          | Mirone Pereira Carvalho                            |                                                           |
| 1991 | A História de Ana Raio e Zé Trovão | Ela mesma                                          | Episódio: "12 de março"                                   |
| 1994 | Éramos Seis                        | Eleonora Abílio de Lemos (Lola)                    |                                                           |
| 1995 | Sangue do Meu Sangue               | Princesa Isabel                                    | Episódio: "11 de julho"                                   |
| 1996 | Razão de Viver                     | Luzia dos Santos Matos                             |                                                           |
| 1999 | Suave Veneno                       | Eleonor Bergantes Cerqueira                        |                                                           |
| 2000 | Marcas da Paixão                   | Bernadete dos Anjos Neves (Dete)                   |                                                           |
| 2003 | A Casa das Sete Mulheres           | Madalena Aguilar                                   | Episódio: "8 de fevereiro"                                |
| 2005 | Belíssima                          | Katina Solomos Güney                               |                                                           |
| 2007 | Amazônia, de Galvez a Chico Mendes | Beatriz Montez                                     |                                                           |
| 2007 | Eterna Magia                       | Loreta O'Neill                                     |                                                           |
| 2008 | Dicas de um Sedutor                | Dolores                                            | Episódio: "Amor Não Tem Idade" Episódio: "Amor e Amizade" |
| 2008 | Faça Sua História                  | Nadir Carvalho                                     |                                                           |
| 2009 | Tudo Novo de Novo                  | Letícia Padilha                                    | Episódio: "Vende-se" Episódio: "Evasões"                  |
| 2010 | Passione                           | Clotilde Yolanda Souza e Silva (Clô)               |                                                           |
| 2011 | A Mulher Invisível                 | Vera Lúcia Amorim                                  | Episódio: "8 de novembro"                                 |
| 2012 | Guerra dos Sexos                   | Charlotte de Alcântara Pereira Barreto (Charlô II) |                                                           |
| 2014 | Malhação Sonhos                    | Ela mesma                                          | Episódio: "18 de novembro"                                |
| 2015 | Além do Tempo                      | Condessa Vitória Castellini                        |                                                           |
| 2015 | Além do Tempo                      | Vitória Ventura                                    |                                                           |
| 2017 | Pega Pega                          | Sabine Favre                                       |                                                           |
| 2017 | Os Dias Eram Assim                 | Ela mesma                                          | Episódio: "8 de setembro"                                 |
| 2018 | Espelho da Vida                    | Margot Marques Dutra                               |                                                           |
| 2018 | Espelho da Vida                    | Hildegard Breton                                   |                                                           |
| 2020 | Éramos Seis                        | Tereza                                             | Episódios: "24–25 de março"                               |
| 2022 | Sob Pressão                        | Dalva                                              | Episódio: "11"                                            |

### Cine
| Año  | Título                                        | Personaje           | Los grados                                        |
| ---- | --------------------------------------------- | ------------------- | ------------------------------------------------- |
| 1973 | Generación fugitiva                           | malú                |                                                   |
| 1975 | el súper manso                                | Isabel              | [ 64 ]                                            |
| 1975 | lección de amor                               | laura costa         | Trofeo APCA a la mejor actriz de reparto          |
| 1978 | doramundo                                     | A-N-A               |                                                   |
| 1978 | curumim                                       | irene               |                                                   |
| 1989 | Que bueno verte vivo                          | anónimo             | Trofeo Candango a la Mejor Actriz                 |
| 1997 | Ed Mort                                       | carmen              |                                                   |
| 1999 | Hasta que la vida nos separe                  | madre de maría      |                                                   |
| 2001 | amores posibles                               | sonia               | Ind - Gran Premio de Cine Brasileño               |
| 2003 | ¡Viva Zapato!                                 | Isolda              |                                                   |
| 2006 | despues de esa pelota                         | doris               |                                                   |
| 2012 | La memoria que me dice                        | irene               |                                                   |
| 2014 | Los hombres son de Marte.. y ahí es donde voy | María Alicia Dantas |                                                   |
| 2014 | hermana dulce                                 | Madre Provincial    |                                                   |
| 2014 | yvone kane                                    | Sara                | Ind - Premios Aquila a la mejor actriz de reparto |
| 2015 | entre abejas                                  | la madre de Bruno   |                                                   |
| 2017 | Alguien como yo                               | miranda             |                                                   |

## Teatro

### Como actriz
- 1962 - Sucedió en Irkutsk
- 1963 - No usan corbata negra, de Gianfrancesco Guarnieri
- 1963 - ¿Adónde vas, Isabel?
- 1966 - Falda Pindura
- 1968 - A Cozinha, de Arnold Wesker - Dirigida por Antunes Filho
- 1971 - La ratonera
- 1972 - Los inocentes
- 1975 - Rueda Rueda de colores
- 1977 - Los hijos de Kennedy
- 1978 - Boda de papel
- 1980 - Hay un psicoanalista en nuestra cama
- 1980 - Pato a la Naranja
- 1981 - Después de todo, una mujer de negocios, de Rainer Werner Fassbinder
- 1982 - Hijos del silencio
- 1984 - Con los brazos abiertos, de Maria Adelaide Amaral
- 1989 - Una relación tan delicada
- 1995 - Recuerdo
- 1996 - Brasil S/A
- 1997 - Inseparables
- 2001 - Intimidad indecente
- 2008 - A Reserva, de Marta Góes - Dirigida por Regina Galdino
- 2014/2015 - ¡Dios mío!, de Anat Gov
- 2019 - Alma desalojada, de Andréa Bassitt
- 1979 - Los avestruces
- 1979 - La yema de huevo de Ema
- 1995 - Beijo de Humor, por él mismo
- 1995 - Clarice en casa
- 1998 - Las ventajas de ser un tonto

## Premios y nominaciones
Ravache es reconocida como una de las mejores actrices de su generación y del país. En 1975 ganó su primer Premio Molière, el más alto del teatro en ese momento, como mejor actriz por Roda Cor de Roda. En el mismo año, ganó los premios APCA y Gobernador del Estado.
En 1976 ganó una estatuilla del premio más importante de la televisión brasileña, el Premio APCA de Televisión, en la categoría de mejor actriz por su papel en A Viagem. Irene ganó este premio tres veces más en la misma categoría: en 1983 por Sol de Verão, en 1995 por Dona Lola de Éramos Seis y en 2011 por Passione. En 2015, fue nuevamente nominada en la categoría de Além do Tempo.
Ganó el Trofeo de la Prensa en dos ediciones, en 1983 para Sol de Verão y en 1995 para Éramos Seis. En 1992, ganó un premio Shell Theatre como mejor actriz por la obra Uma Relação Tao Delicada.
En 2008, Irene fue nominada a un premio Emmy, considerado el máximo galardón de la televisión mundial, por su actuación en Eterna Magia.
En cine, Ravache fue reconocida con el Trofeo Candango a la Mejor Actriz por Que Bom Te Ver Viva en 1990, por el mismo trabajo también se llevó la APCA de Cine. Por Amores Possíveis, fue nominada al Grande Prêmio do Cinema Brasileiro y ganó el Prêmio Guaraní, ambos en la categoría de mejor actriz de reparto.
En 2018, ganó un Premio Extra de Televisión a la mejor actriz de reparto por Espelho da Vida. En 2019, fue honrada con un Trofeo Mário Lago por su obra.